# Zlatograd
Zlatograd (en búlgaro: Златоград) es una ciudad de Bulgaria en la provincia de Smolyan.

## Geografía
Se encuentra a una altitud de 437 m s. n. m. a 289 km de la capital nacional, Sofía.

## Demografía
Según estimación 2012 contaba con una población de 7 309 habitantes.
|         | 2004  | 2005  | 2006  | 2007  | 2008   | 2009  | 2010  | 2011  |
| Mujeres | 4 012 | 3 973 | 3 979 | 3 915 | 3 881  | 3 815 | 3 779 | 3 709 |
| Varones | 3 481 | 3 410 | 3 384 | 3 374 | 3 3344 | 3 295 | 3 298 | 3 407 |
| Total   | 7 493 | 7 383 | 7 363 | 7 289 | 7 225  | 7 110 | 7 077 | 7116  |